# What Evil Lurks
What Evil Lurks ist die erste EP und gleichzeitig die allererste offizielle Veröffentlichung der englischen Big-Beat-Band The Prodigy. Sie wurde im Februar 1991 vom Label XL Recordings ausschließlich auf 12" Vinyl in einer limitierten Auflage von knapp 7.000 Pressungen herausgebracht. Die Schallplatte hat die offizielle Katalognummer XLT-17 und wurde in einer schlichten schwarz/silbernen XL Recordings Hülle herausgegeben. In der Auslaufrille des Vinyls ist der Schriftzug THE EXCHANGE eingraviert. Aufgrund der Limitierung und der späteren Popularität von The Prodigy sind inzwischen aber viele Fälschungen dieser EP im Umlauf.
Im Jahr 2005 wurde die EP von XL Recordings zur Feier des 15. Jahrestags des Labels neu auf 12" Vinyl – und zusätzlich als digitaler Download – aufgelegt. Die Titelliste der neuen Exemplare ist unverändert, aber sie haben mit XLXV 1501 eine andere Katalognummer als die ursprünglichen Exemplare.

## Titelliste
1. What Evil Lurks – 4:24
2. We Gonna Rock – 4:34
3. Android – 5:03
4. Everybody in the Place – 3:27

## CD-Version
Den Song Android hat XL Recordings auf einer niederländischen Dance Music Compilation namens Order to Dance III erscheinen lassen. Außerdem ist er als Bonus-Track auf einer im Jahr 2008 veröffentlichten Remastered Expanded Edition mit Remixes & B-Sides des Albums Experience enthalten. Dies sind bisher die einzig bekannten Möglichkeiten, den Song Android auf offizieller CD zu erhalten. Zu den anderen drei Tracks der What Evil Lurks EP sind bisher keine offiziellen CD-Quellen bekannt.

## Hintergrund
Im Titelsong ist ein Sample einer amerikanischen Radioshow aus den 1930er Jahren über den Abenteuerhelden The Shadow enthalten: „What evil lurks in the heart of men?“. Die vier Songs der EP waren Teil eines Demo-Tapes mit zehn Songs, das Liam Howlett als Bewerbung für einen Plattenvertrag u. a. auch an XL Recordings schickte.